# تجمع بدوالجرين (المضاربة والعارة)

تعديل مصدري - تعديل

تجمع بدوالجرين هي إحدى قرى عزلة العارة بمديرية المضاربة والعارة التابعة لمحافظة لحج، بلغ تعداد سكانها 71 نسمة حسب تعداد اليمن لعام 2004.